# Campeonato Mundial de Ginástica Artística de 2014 - Trave feminino
A competição de trave feminino do Campeonato Mundial de Ginástica Artística de 2014 teve sua final disputada no dia 12 de outubro. A qualificatória que definiu as ginastas finalistas foi disputada em 3 e 4 de outubro.

## Medalhistas
| Ouro   | USA Simone Biles    |
| Prata  | CHN Bai Yawen       |
| Bronze | RUS Aliya Mustafina |

## Resultados

### Qualificatória
Esses são os resultados da qualificatória.
| Pos. | Ginasta               | Total  | Nota |
| ---- | --------------------- | ------ | ---- |
| 1    | USA Simone Biles      | 15,133 | Q    |
| 2    | ROU Larisa Iordache   | 15,066 | Q    |
| 3    | CHN Yao Jinnan        | 14,900 | Q    |
| 4    | CHN Bai Yawen         | 14,800 | Q    |
| 5    | CHN Shang Chunsong    | 14,633 |      |
| 6    | CAN Elsabeth Black    | 14,466 | Q    |
| 7    | USA Kyla Ross         | 14,391 | Q    |
| 8    | RUS Aliya Mustafina   | 14,308 | Q    |
| 9    | CHN Huang Huidan      | 14,300 |      |
| 10   | JPN Asuka Teramoto    | 14,266 | Q    |
| 11   | AUS Emma Nedov        | 14,266 | R    |
| 12   | GBR Rebecca Downie    | 14,200 | R    |
| 13   | GRE Vasiliki Millousi | 14,100 | R    |

- Q - qualificada para a final
- R - reserva

### Final
Esses são os resultados da final.
| Pos. | Ginasta             | Nota D | Nota E | Pen. | Total  |
| ---- | ------------------- | ------ | ------ | ---- | ------ |
|      | USA Simone Biles    | 6,400  | 8,700  |      | 15,100 |
|      | CHN Bai Yawen       | 6,200  | 8,833  |      | 15,033 |
|      | RUS Aliya Mustafina | 5,500  | 8,666  |      | 14,166 |
| 4    | JPN Asuka Teramoto  | 5,600  | 8,500  |      | 14,100 |
| 5    | ROU Larisa Iordache | 6,200  | 7,866  |      | 14,066 |
| 6    | USA Kyla Ross       | 5,600  | 8,266  |      | 13,866 |
| 7    | CAN Elsabeth Black  | 6,300  | 7,400  |      | 13,700 |
| 8    | CHN Yao Jinnan      | 5,700  | 7,666  |      | 13,366 |